# Ranered
Ranered är en by i Köinge socken, Falkenbergs kommun. I domboken heter det ofta på Ranered i stället för i Ranered. Idag (2012) är namnet så när som på ett skogsskifte raderat ur fastighetsregistret efter jordbrukssammanslagning med grannbyn Hakestad. Inom byns gamla ägovidder ligger även en mindre del av Rammsjön vilken ingår i Ätrans huvudavrinningsområde.

## Historia
Ranered är omnämnt första gången 1592  och har sedan den danska tiden (före 1645) bestått av en enda gård , ett kronohemman på ett halvt mantal . Jordeboksnamnet är Anders Persgård . När beståndet av husbehovskvarnar i Faurås härad inventerades 1785, uppgavs det att hemmanet Ranered hade en sådan kvarn och att den var byggd bara två år tidigare.
Ranered har aldrig genomfört laga skifte. Utmarkerna blev däremot utlagda vid storskifte 1825.
Gården såldes 1945 till Kungl. Domänstyrelsen och lantbruket sköttes därefter av arrendatorer.

## Bebyggelsenamn
- Linna(r)storpet (cirka 1798 – 1878). Ett torp.

Även Jonsberg och Sellatorpet (båda tillhörande Hakestad) har i husförhörslängderna tidvis räknats som en del av Ranered.

## Övrigt
Ranered kan för åren 1707 – 1820 uppvisa en obruten följd av fyra åbor  som var nämndemän vid Faurås häradsrätt;
Jöns Bengtsson, nämndeman 1707 – 1727 
Sonen Jöns Jönsson, nämndeman 1727 – 1762  och häradsdomare från cirka 1752.
Mågen Per Svensson, nämndeman 1743 – 1801  och blev häradsdomare senast 1789.
Sonen Jöns Persson, nämndeman 1801 – 1820 .

### Fotnoter
1. ↑  Som källa för arealuppgiften har använts ”Beskrivning till [ekonomiska] kartan över Köinge, Okome och Svartrå socknar inom Faurås härad och Hallands län upprättad i Rikets Allmänna Kartverk år 1925”, vilket har sin förklaring dels i dess noggranna redogörelse för de då rådande förhållandena, dels för att fastighetsregleringar under senare år så radikalt har ritat om fastighetskartorna att ibland både byanamn raderats ut och historiska församlingsgränser flyttats. 1925 års beskrivning kan därför sägas utgöra den skriftliga källa som bäst speglar den (historiska) mantalssättning som rått sedan 1600-talets mitt och även det namnskick som (trots fastighetsregleringar) ännu råder på orten.
2. ↑  Ur Warbergs län jordebok 1592; Kronne guodtz,. . . Peder Alffssenn ÿ Raffnerödt. Vidare ur ”Mandtall och Wdschrifft aff Jordebogen - - - 1603”; . . . Iwer Alffsön i Raffneröd . . . Ytterligare vidare ur ”Ekstraskattemandtaller 1638”; Halffue Stedegaarde . . . Anders Pedersenn i Ranröd
3. ↑  Enligt jordeboken 1690 hade Ranered två åbor, nämligen Anders Bengtsson och Bengt Andersson, troligen far och son.
4. ↑  Ur Hallands Landsbeskrifning 1729; Ranred, ½ mtl Crono, Jöns Jönson ½ . . . tillträdt hemmanet 1729
5. ↑  Ur Jordeboken 1646; Anders Persson i "Ranneröödh" kronohmn ½ mtl.
6. ↑  Gårdsgenealogier finns gjorda för samtliga gårdar inom f.d. Okome pastorat av släktforskaren Ingemar Rosengren
7. ↑   Vid vintertinget 1727 anhöll han om avsked från sitt uppdrag. Han hade några år tidigare illa brutit sitt ena ben, och sedan dess haft svårt att fullgöra alla de uppdrag som nämndemannaskapet medförde. Han anhöll samtidigt att häradsrätten till hans efterträdare måtte utse hans son Jöns, som han själv undervisat i konsten att läsa, skriva och räkna. Rätten biföll båda hans anhållanden och tog till protokollet att han visat sig vara ”en skickelig man”.
8. ↑  Vid vintertinget 1761 anmälde häradsdomaren Jöns Jönsson att han nu ville avgå som nämndeman. Samtidigt anhöll han att hans son Lars Jönsson skulle få efterträda honom. Med hänsyn till hans långa och förtjänstfulla tjänst som nämndeman och sonens goda vitsord biföll domstolen hans anhållan. Det framgår att Lars Jönsson och nämndemannen Per Svensson i Köinge kyrkby bytt gårdar, och att de beslutat gifta sig med varandras systrar. Sonen Lars blev alltså åbo på Köinge #2, hustruns fädernegård. Han var nämndeman 1761 – 1789.
9. ↑  Vid hösttinget 1800 begärde Per Svensson avsked från sin nämndemannabeställning på grund av ålderdomssvaghet. Han var då 78 år gammal och hade varit nämndeman i drygt 57 år. I domboken är antecknat att han som nämndeman ”har i utmärkt måtto ådagalagt flit, skicklighet och hederlighet”. Han efterträddes som häradsdomare av nämndemannen Sven Eskilsson i Stavbäck, Ljungby socken, och som nämndeman av sin son Jöns Persson
10. ↑  Jöns Persson var den siste i en obruten följd av fyra nämndemän från Ranered och dog som nämndeman 53 år gammal